# Anaïs Albert
Pour les articles homonymes, voir Albert.
Anaïs Albert est une historienne française spécialiste d'histoire économique et sociale de la France à l'époque contemporaine. Ses travaux portent sur l'histoire des classes populaires au prisme du genre.

## Biographie
Ancienne élève de l’École normale supérieure de Lyon (2003-2009), agrégée d'histoire (2006), Anaïs Albert soutient sa thèse en 2014 à l’université Paris 1 Panthéon-Sorbonne sous la direction de Christophe Charle et de Anne-Marie Sohn. Elle est élue maîtresse de conférences en histoire contemporaine à l’université Paris-Diderot en 2017.
Elle est actuellement membre du laboratoire de recherche Identités, Cultures, Territoires (ICT) de l'université Paris-Cité et chercheuse associée au Centre d’histoire du XIXe siècle de l’université Paris 1 Panthéon-Sorbonne.
Elle est membre du comité de rédaction des revues scientifiques 20&21. Revue d’histoire et Actes de la recherche en sciences sociales.
Anaïs Albert intervient régulièrement sur France Culture dans différentes émissions comme La Fabrique de l'histoire ou Concordances des Temps.
Elle publie en 2021 La vie à crédit aux Éditions de La Sorbonne, un ouvrage sur la consommation des classes populaires parisiennes à la Belle Époque et pendant les Années folles,,. Elle propose ainsi « une histoire de la consommation à partir de l’histoire sociale des objets consommés, des origines à leur disparition, dans les classes populaires parisiennes durant les années 1880-1920 ».
Depuis 2024, elle est membre junior de l'Institut Universitaire de France pour un projet d'analyse de "l’extension du capitalisme dans la France rurale des années 1880 à la Seconde Guerre mondiale en prenant la famille comme échelle d’observation".

## Recherches
Ses travaux de recherche, à la croisée de l’histoire, de la sociologie et de l’anthropologie, sont consacrés à l'histoire des classes populaires au prisme du genre et interrogent les processus de marginalisation et d’exclusion. Elle s'intéresse également aux cultures populaires urbaines.

## Publications

### Ouvrages
- La vie à crédit: La consommation des classes populaires à Paris (1880-1920), Éditions de La Sorbonne, 2021 (ISBN 979-10-351-0649-2)